# Yolçatı, Adilcevaz
Yolçatı là một xã thuộc huyện Adilcevaz, tỉnh Bitlis, Thổ Nhĩ Kỳ. Dân số thời điểm năm 2011 là 133 người.